# Lomboque Oriental
Lomboque Oriental (em indonésio: Kabupaten Lombok Timur) é uma regência (kabupaten) da província indonésia de Sonda Ocidental, situada na parte oriental da ilha de Lomboque, com capital em Selong. Tem 1 605,55 km² de área e em 2023 a estimativa oficial de população era 1 404 343 habitantes (densidade: 874,7 hab./km²).
A regência é limitada a norte pelo mar de Java, a leste pelo estreito de Alas, que separa Lomboque da ilha de Sumbava, a sul pelo oceano Índico e a oeste pelas regências de Lomboque Central (na parte sul) e de Lomboque Setentrional (na parte norte). A área noroeste da regência é constituída pela parte oriental do monte Rinjani, um vulcão ativo que é a montanha mais alta da ilha. À exceção dessa área, a generalidade da regência é bastante plana. A regência inclui 44 pequenas ilhas, a maior parte delas no distrito de Jerowaru, na parte sul.

### Subdivisões administrativas
A regência está dividida em 21 distritos (kecamatan), os quais por sua vez se dividem em 235 "aldeias administrativas", 19 delas urbanas (kelurahans) e 239 rurais (desas).
| Distrito | Capital       | População (est. 2023) | Área (km²) | Dens. pop. (hab./km²) | Nº de aldeias |
| --- | ------------- | --------------------- | ---------- | --------------------- | ------------- |
| Aikmel | Aikmel        | 74 219                | 81,09      | 915,27                | 14            |
| Jerowaru[a] | Jerowaru      | 66 171                | 142,78     | 463,45                | 15            |
| Keruak[b] | Keruak        | 61 067                | 40,49      | 1 508,2               | 15            |
| Labuhan Haji | Labuhan Haji  | 67 448                | 49,57      | 1 360,66              | 12[c]         |
| Lenek | Lenek         | 47 444                | 41,83      | 1 134,21              | 10            |
| Masbagik | Masbagik      | 113 439               | 33,17      | 3 419,93              | 10            |
| Montong Gading | Montong Betok | 50 910                | 25,66      | 1 984,02              | 8             |
| Pringgabaya | Pringgabaya   | 17 161                | 136,20     | 126                   | 15            |
| Pringgasela | Pringgasela   | 67 250                | 134,26     | 500,89                | 10            |
| Sakra | Sakra         | 68 051                | 25,09      | 2 712,28              | 12            |
| Sakra Ocidental (Sakra Barat) | Rensing       | 61 465                | 32,20      | 1 908,85              | 18            |
| Sakra Oriental (Sakra Timur) | Lepak         | 55 346                | 37,03      | 1 494,63              | 10            |
| Sambelia[d] | Sambelia      | 40 147                | 245,22     | 163,72                | 11            |
| Selong | Selong        | 96 015                | 31,68      | 3 030,78              | 12[e]         |
| Sembalun | Sembalun      | 25 190                | 217,08     | 116,04                | 6             |
| Sikur | Sikur         | 83 048                | 78,27      | 1 061,05              | 14            |
| Suela | Suela         | 48 513                | 115,01     | 421,82                | 8             |
| Sukamulia | Sukamulia     | 38 420                | 14,49      | 2 651,48              | 9             |
| Suralaga | Suralaga      | 67 793                | 27,02      | 2 508,99              | 15            |
| Terara | Terara        | 80 780                | 41,41      | 1 950,74              | 16            |
| Wanasaba | Wanasaba      | 74 466                | 55,89      | 1 332,37              | 14            |
| Total | Total         | 1 404 343             | 1 605,55   | 874,68                | 254           |
| [a] ^ Inclui 4 pequenas ilhas no estreito de Alas. [b] ^ Inclui 4 pequenas ilhas no estreito de Alas. [c] ^ 4 desas e 8 kelurahans. [d] ^ Inclui 7 pequenas ilhas ao largo da ponta nordeste da regência. [e] ^ 1 desas e 11 kelurahans. |               |                       |            |                       |               |